# Albin Kurti
Albin Kurti (* 24. března 1975 Priština) je kosovskoalbánský politik a aktivista, který je od 22. března 2021 předsedou vlády Kosova, předtím v této roli působil od února do června 2020. Je dlouholetým předsedou strany Vetëvendosje!
Do popředí zájmu se dostal v roce 1997 jako viceprezident studentské unie Prištinské univerzity a hlavní organizátor nenásilných demonstrací v letech 1997 a 1998. Když se Adem Demaçi stal politickým představitelem Kosovské osvobozenecké armády (UÇK), Kurti pracoval v jeho kanceláři. Od roku 2010 je členem Shromáždění Kosova ve třech po sobě jdoucích volebních obdobích .